# Вехтино
Вехтино (болг. Вехтино) — село в Болгарии. Находится в Смолянской области, входит в общину Мадан. Население составляет 82 человека.

## Политическая ситуация
Вехтино подчиняется непосредственно общине и не имеет своего кмета.
Кмет (мэр) общины Мадан — Атанас Александров Иванов (Болгарская социалистическая партия (БСП))по результатам выборов.